# Chlorococcaceae
Famille
La famille des Chlorococcaceae est une famille d’algues vertes de l’ordre des Chlamydomonadales.

## Étymologie
Le nom vient du genre type Chlorococcum, composé du préfixe "chlor-", « en rapport avec la couleur verte », et du suffixe "-cocc", « en rapport avec une graine, une baie ou un fruit », littéralement « baie verte ».

## Liste des genres
Selon AlgaeBase (20 mars 2019) :
- Apodochloris Komárek
- Athroocystis West & G.S.West
- Axilococcus Deason & Herndon
- Borgea G.M.Smith
- Borodinellopsis Dykstra
- Capsochloris P.J.L.Dangeard
- Chloracervus P.J.L.Dangeard
- Chlorococcopsis Shin Watanabe & G.L.Floyd
- Chlorococcum Meneghini
- Chlorohippotes R.H.Thompson ex R.H.Thompson & P.Timpano
- Chlorolunula P.J.L.Dangeard
- Closteridium Reinsch
- Cryococcus Kol & F.Chodat
- Cystococcus Naegeli
- Cystomonas Ettl & Gaertner
- Ectogeron P.-A.Dangeard
- Emergococcus W.W.Miller
- Emergosphaera W.W.Miller
- Eremotyle Geitler
- Fasciculochloris R.J.McLean & Trainor
- Ferricystis F.Hindák
- Halochloris P.J.L.Dangeard
- Kentrosphaeropsis V.M.Andreyeva & O.V.Gavrilova
- Korsikovella Valkanov
- Lautosphaeria T.R.Deason & W.R.Herndon
- Lobococcus Reisigl
- Nautococcus Korshikov
- Neglectellopsis D.G.Vodenicarov
- Neohalochloris Guiry
- Neospongiococcum Deason
- Octogoniella Pascher
- Oophila F.D.Lambert ex N.Wille
- Phaseolaria Printz
- Pseudodictyococcus Andreyeva
- Pseudoplanophila Ettl & Gärtner
- Pseudospongiococcum Gromov & Mamkaeva
- Pseudotrochiscia Vinatzer
- Radiosphaera J.W.Snow
- Skujaster D.G.Vodenicarov
- Spongiochloris Starr
- Spongiococcum Deason
- Telmatoskene Fott
- Tetracystis R.M.Brown, Jr & Bold
- Ulotrichella Iyengar
- Valkanoviella Bourrelly

Selon BioLib (20 mars 2019) :
- Apodochloris Komárek
- Athroocystis West & G.S.West
- Axilococcus T.R. Deason & W.R. Herndon
- Bracteacoccus Tereg
- Chlorococcum Meneghini
- Chlorohippotes R.H. Thompson ex R.H. Thompson & P. Timpano
- Closteridium Reinsch
- Coccomyxa Schmidle
- Cryococcus Kol & F. Chodat
- Cystomonas Ettl & Gaertner
- Dictyochloris Vischer
- Dictyochloropsis Geitler
- Dictyococcus Gerneck
- Ectogeron P.-A. Dangeard
- Elliptochloris Tschermak-Woess
- Emergococcus W.W. Miller
- Emergosphaera W.W. Miller
- Eremotyle Geitler
- Ettlia J. Komárek
- Ferricystis F. Hindák
- Halochloris P. Dangeard
- Lautosphaeria T.R. Deason & W.R. Herndon
- Lobococcus Reisigl
- Macrochloris Korshikov
- Myrmecia Printz
- Neochloris Starr
- Neospongiococcum Deason
- Octogoniella Pascher
- Phaseolaria Printz
- Planochloris J. Komárek
- Pseudodictyochloris Vinatzer
- Pseudoplanophila H. Ettl & G. Gärtner
- Pseudospongiococcum Gromov & Mamkaeva
- Pseudotetracystis R.D. Arneson
- Pseudotrochiscia Vinatzer
- Skujaster D.G. Vodenicarov
- Tetracystis R.M. Brown, Jr & Bold
- Trochisciopsis G. Vinatzer
- Ulotrichella Iyengar
- Valkanoviella Bourrelly

Selon Catalogue of Life (20 mars 2019) :
- Apodochloris
- Axilococcus
- Axilosphaera
- Borgea
- Borodinellopsis
- Capsochloris
- Chloracervus
- Chlorococcum
- Chlorohippotes
- Closteridium
- Cystomonas
- Emergococcus
- Emergosphaera
- Fasciculochloris
- Ferricystis
- Heterotetracystis
- Lautosphaeria
- Lobococcus
- Nannokloster
- Nautococcus
- Neospongiococcum
- Octogoniella
- Oophila
- Phaseolaria
- Pseudodictyococcus
- Pseudoplanophila
- Pseudospongiococcum
- Pseudotrochiscia
- Pulchrasphaera
- Radiosphaera
- Sclerococcus
- Skujaster
- Spongiochloris
- Spongiococcum
- Symbiococcum
- Telmatoskene
- Tetracystis
- Ulotrichella
- Valkanoviella

Selon ITIS (20 mars 2019) :
- Chlorococcum Meneghini, 1842
- Oophila Lambert Ex Printz, 1927
- Schroederia Lemmermann, 1898
- Tetraedron Kuetzing, 1845

Selon Paleobiology Database (20 mars 2019) :
- Palaeoanacystis
- Tetraedron

Selon World Register of Marine Species (20 mars 2019) :
- Apodochloris Komárek, 1959
- Axilococcus T.R.Deason & W.R.Herndon, 1989
- Borgea G.M.Smith, 1922
- Borodinellopsis R.F.Dykstra, 1971
- Capsochloris P.J.L.Dangeard, 1966
- Chloracervus P.J.L.Dangeard, 1966
- Chlorococcum Meneghini, 1842
- Chlorohippotes R.H.Thompson ex R.H.Thompson & P.Timpano, 1984
- Chlorolunula P.J.L.Dangeard, 1966
- Closteridium Reinsch, 1888
- Cryococcus Kol & F.Chodat, 1934
- Cystomonas Ettl & Gaertner, 1987
- Emergococcus W.W.Miller, 1921
- Emergosphaera W.W.Miller, 1921
- Fasciculochloris R.J.McLean & Trainor, 1965
- Ferricystis F.Hindák, 1988
- Halochloris P.J.L.Dangeard, 1965
- Kentrosphaeropsis V.M.Andreyeva & O.V.Gavrilova, 2000
- Lautosphaeria T.R.Deason & W.R.Herndon, 1989
- Lobococcus Reisigl
- Nannokloster Pascher, 1915
- Nautococcus Korshikov, 1926
- Neohalochloris Guiry, 2017
- Neospongiococcum Deason, 1971
- Octogoniella Pascher, 1930
- Oophila F.D.Lambert ex N.Wille, 1909
- Phaseolaria Printz, 1921
- Pseudodictyococcus Andreyeva, 1995
- Pseudoplanophila H.Ettl & G.Gärtner, 1987
- Pseudospongiococcum Gromov & Mamkaeva, 1974
- Pseudotrochiscia Vinatzer, 1975
- Radiosphaera J.Snow, 1918
- Skujaster D.G.Vodenicarov, 1989
- Spongiochloris Starr, 1955
- Spongiococcum Deason, 1959
- Telmatoskene Fott, 1957
- Tetracystis R.M.Brown, Jr & Bold, 1964
- Ulotrichella Iyengar, 1975
- Valkanoviella Bourrelly